# Calamoptera brasiliana
Calamoptera brasiliana är en insektsart som beskrevs av Piza Jr. 1980. Calamoptera brasiliana ingår i släktet Calamoptera och familjen vårtbitare. Inga underarter finns listade i Catalogue of Life.